# Hannah Montana (sezonul 2)
În "Hannah Montana" (sezonul 2) Miley și Lilly se luptă mai mult, Oliver are un alibi deoarece stă cu Hannah Montana și Miley crește pe lângă Oliver.

## Secvența de la început
Pentru sezonul 2, singura mare schimbare este adăugarea lui Moises Arias ca un personaj, iar clipurile din sezonul 2 sunt incluse cu cele din sezonul 1. Moises Arias devine un personaj principal pentru sezonul 2. Secvența se schimbă apoi în clipuri din episoade. Creatorii serialului apar în ultimul clip.

## Distribuirea rolurilor
Moises Arias devine un personaj principal, iar restul sunt aceeași. 
Apar și invitați special ca: 
- Larry David a apărut ca un patron de restaurant frustrat
- Heather Locklear
- Camryn Manheim
- Brooke Shields
- John D'Aquino
- Madison Pettis

Tot aici apare și wrestler-ul Dwayne “The Rock” Johnson.

## DVD

Prima Parte

A Doua Parte

Au fost lansate doua DVD-uri, primul având episoadele 1-15, iar al doilea episoadele 16-29. A fost lansat pe data de 27 noiembrie 2007 prima parte, iar a doua pe 29 ianuarie 2008. Pe aceste DVD-uri sunt prezente și alte episoade sau sezoane din alte seriale cum ar fi:
- Zack și Cody, ce viață minunată
- Cory in the house
- That's So Raven

În Australia, când s-au lansat în America Partea 1 și 2 al sezonului 2, se lansa debea DVD-ul Sezonul 1, iar mai târziu a urmat să se lanseze și Partea 1 și 2 al sezonului 2. 

În România au apărut la începutul lui 2009, în magazinele Carrefour, fiind lasat numai Sezonul 1 și Partea 1 al Sezonului 2, urmând să fie lansată și următoarea parte, cât și Hannah Montana: Filmul.

## Muzica
În episodul "Te vreau ca să mă vrei ... Să Merg În Florida" este prezentată  balada "Ready, Set, Don't Go" de Billy Ray Cyrus. El își detaliază sentimentele pentru Miley de când s-a mutat în Los Angeles, și cum era în Nashville.

## Episoadele
- Miley Cyrus, Emily Osment, Jason Earles și Billy Ray Cyrus sunt prezenți în toate episoadele.
- Moises Arias este absent în 8 episoade
- Mitchel Musso este absent în 6 episoade.

| # | Titlu                                                                                                   | Regizat de            | Scris de                                    | Premiere                                 |
| 1 | "Eu și Rico În Curtea Școlii" "Me and Rico Down By the Schoolyard"                                      | Roger S. Christiansen | Heather Wordham                             | 23 aprilie 2007" Februarie 2009 (Jetix)  |
| Miley, Lilly și Oliver încep liceu și Rico (care era de asemeni în liceu după ce a trecut peste câteva clase) învață ce crede el despre "marele secret" al lui Miley o șantajează cu asta; Lilly și Oliver află că singura chestie pe care o știa Rico era atașarea lui Miley de ursulețul ei de pluș. Prietenul lui Jackson, Thor (Andrew Caldwell), îl face de râs. Invitați speciali - Andrew Caldwell ca Thor. Melodii - Hannah Montana - Make Some Noise | |                       |                                             |                                          |
| 2 | "Cătușele Ne Vor Ține Împreună" "Cuffs Will Keep Us Together"                                           | Roger S. Christiansen | Steven Peterman                             | 24 aprilie 2007" Februarie 2009 (Jetix)  |
| Oliver le pune în cătușe pe Miley și Lilly chiar înainte de o premiere mare de când au început să se certe din cauza unui joc de fotbal la ora de sport; Robby nu mai vorbește cu Jackson deoarece e obosit să îi zică mereu lui Jackson aceleași lucruri. Absent - Moises Arias Invitați speciali - Romi Dames ca Traci VanHorn, Morgan York ca Sarah, Hayley Chase ca Joannie Palumbo Melodii - Hannah Montana - True Friend | |                       |                                             |                                          |
| 3 | "Ești așa de Capabil Cu Mine" "You Are So Sue-able to Me"                                               | Roger S. Christiansen | Sally Lapiduss                              | 25 aprilie 2007" Februarie 2009 (Jetix)  |
| Lilly este întrebată dăcă vine la dans, dar Miley crede că se comportă prea ca un băiat așa că o schimbp total, însă persoana care a întrebat-o nu îi place de "noua Lilly" așa că nu a mai ieșit cu Lilly; Jackson a câștigat două bilete la meciul cu Lakers și îl invită pe Thor, însă Robby se autoinvită spunând că e o ieșire "tată-fiu". La sfârșitul episodului Miley realizează că a fost greșit să o schimbe pe Lilly. Absent - Moises Arias, Mitchel Musso Invitați speciali - Andrew Caldwell ca Thor, Shanica Knowles ca Amber Addison, Anna Maria Perez de Tagle ca Ashley Dewitt, Morgan York ca Sarah Melodii - Hannah Montana - One In A Milion | |                       |                                             |                                          |
| 4 | "Dă-te jos, învață-ță-ță" "Get Down, Study-udy-udy"                                                     | Roger S. Christiansen | Andrew Green                                | 26 aprilie 2007" Februarie 2009 (Jetix)  |
| Când Miley primește o notă mică la un examen semestrial la Biologie, Robby spune că trebuie să treacă examenul sau nu va merge în turneul în Europa; Jackson se oferă voluntar ca să aibă grijă de papagalul lui Thor, Bulgăre, dar pasărea vorbitoare îi creează probleme lui Jackson. Invitați speciali - Andrew Caldwell, Erin Matthews și Tiffany Thornton. Melodii - Hannah Montana - Nobody's Perfect | |                       |                                             |                                          |
| 5 | "Sunt Hannah, Ascultă-mi Croncănitul " "I Am Hannah, Hear Me Croak"                                     | Roger S. Christiansen | Michael Poryes                              | 27 aprilie 2007" Februarie 2009 (Jetix)  |
| Miley își pierde vocea după șase bisuri la un concert Hannah, și află că o operație o va ajuta să-și rezolve problema. Speriată de cum i-ar afecta cariera această operație, mama lui Miley (Brooke Shields) apare în visul lui Miley să o asigure că nu se va schimba nimic dacă operația lui Miley va eșua. Absent - Moises Arias Invitați speciali - Tim Russ, Ryan Newman. | |                       |                                             |                                          |
| 6 | "Nu Trebuie Să Te Lupți Pentru Dreptul Să Petreci " "You Gotta Not Fight for Your Right to Party"       | Jody Margolin Hahn    | Steven James Meyer                          | 4 mai 2007" Februarie 2009 (Jetix)       |
| După ce baia lui Jackson e distrusă, Robby o face pe Miley să împarte cu el. În acest fel se începe Războiul Marei Toalete al familiei. Robby îi ceartă pe Miley și Jackson deoarece ei se luptau foarte mult. Ei se strecoară ca să meargă la evenimentele lor, dar mașina lui Jackson aproape a căzut într-o pantă. Când Miley și Jackson mergeau să conducă, Lilly și Olver vorbesc despre frații Stewart. Absent - Moises Arias | |                       |                                             |                                          |
| 7 | "Prietenul Meu Cel Mai Bun, Iubit" "My Best Friend's Boyfriend"                                         | Roger S. Christiansen | Jay J. Demopoulos                           | 18 mai 2007" Februarie 2009 (Jetix)      |
| Miley îl prinde pe noul iubit a lui Lilly sărutând o altă fată, și plănuiește ca Hannah să flirteze cu Lucas, doar ca să îi dovedescă lui Lilly cât de groaznic este iubitul ei; Rico inventează un complicat, inutil și de înaltă tehnologie sistem de securitate pentru "Rico's", în ghinionul lui Jackson. Invitați speciali - Sterling Knight, Mitzi McCall, Larry David, Austin Butler, Kelly Gould, Cazzie și Romi David. | |                       |                                             |                                          |
| 8 | "Ia această slujbă și iubește-o" "Take This Job and Love It"                                            | Roger S. Christiansen | Sally Lapiduss                              | 16 iunie 2007" Februarie 2009 (Jetix)    |
| Hannah o face voluntară pe Roxy pentru a lucra pentru Președintele Martinez după ce ea i-a ruinat o întâlnire cu un dansator din formația ei; Jackson pretinde că este un motociclist profesional ca să impresioneze o fată. Absent - Mitchel Musso Invitați speciali - Frances Callier, John D'Aquino, Madison Pettis, Bobby Costanzo. Melodii - Hannah Montana - Nobody's perfect | |                       |                                             |                                          |
| 9 | "Achy Jakey Heart, Partea 1" "Achy Jakey Heart, Part 1"                                                 | Richard Correll       | Douglas Lieblein                            | 24 iunie 2007" Martie 2009 (Jetix)       |
| Când Jake se întoarce și vrea să refacă relația cu Miley, ea începe să se simtă vinovată pentru că nu îi spune secretul ei lui; când Jackson e concediat, el și Oliver deschid un magazin pe nume "Cheese Jerky", care devine mai popular ca Rico's. El vrea să le fure rețeta. Invitați speciali - Cody Linley ca Jake Ryan, R. Brandon Johnson, Shanica Knowles ca Amber Addison, Anna Maria Perez de Tagle ca Ashley Dewitt, Nicole Anderson ca Marissa Hughes Melodii - Hannah Montana - One In A Milion | |                       |                                             |                                          |
| 10 | "Achy Jakey Heart, Partea 2" "Achy Jakey Heart, Part 2"                                                 | Roger S. Christansen  | Andrew Green                                | 24 iunie 2007" Martie 2009 (Jetix)       |
| Când Jake devine o persoană normală, se deghizează pentru întâlnirile lui Miley dar totuși realizează că tratementul de start a fost folosit prea mult, Miley considerând că ar fi bine să se desparte de el, dar îi teamă că se va enerva și îi va spune secretul ei. Între timp succesul magazinului lui Jackson și Olver cade deoarece ei nu puteau câștiga un profit. Invitați speciali - Cody Linley, R. Brandon Johnson. Melodii - Hannah Montana - One In A Milion | |                       |                                             |                                          |
| 11 | "Mergi Dormind În Partea Asta" "Sleepwalk This Way"                                                     | Roger S. Christansen  | Heather Wordham                             | 7 iulie 2007" Martie 2009 (Jetix)        |
| Robby a scris un cântec nou, dar refuză să cânte fără "Norocoasa LuLu", chitara lui. Când Robby este plecat, Miley vrea noul cântec, pe care îl găsește într-un buzunar al gecii lui, dar este cântecul pe care Miley l-a scris când era mai mica. Cu toate ăstea, Miley nu știe încă. Ea urăște cântecul, dar spune că îi place, dar ea e somnabulă și aproape i-a spus adevărul tatălui ei. Pentru că este somnabulă, ea are probleme la școală. Între timp, Jackson se roagă de Robby să îl lase să țină o petrecere deoarece el deja a spus că va da una. El speră să îl întrebe când este într-o stare bună, dar vine Miley acasă și vrea să îi spună tatălui ei adevărul, Jackson crezând că este somnabulă și încearcă să o trezească. Miley îi spune într-un final adevărul lui Robby. Ea află că acel cântec era scris de ea când era mai mică. Invitați speciali - Erin Matthews, Teo Olivares. Melodii - Hannah Montana - One In A Milion | |                       |                                             |                                          |
| 12 | "Când Visezi Să Fii Un Star" "When You Wish You Were the Star"                                          | Roger S. Christansen  | Douglas Lieblein                            | 14 iulie 2007" Martie 2009 (Jetix)       |
| Când Hannah și Lola au pierdut o întâlnire cu Jesse McCartney deoarece Miley și Lilly aveau un proiect de știință următoarea zi, Miley își dorește, când a văzut o stea căzătoare, să nu aibă o viață dublă. Când dorința ei a devenit realitate, Hannah află că e greu să fi un superstar 24 din 7 și că dacă nu e Miley nu i-a cunoscut pe Lilly și Olver. Așa că Lilly este prietenă bună cu Amber și Ashley, Oliver vinde piesele lui Hannah cu Rico, Jackson s-a mutat și tatăl ei s-a căsătorit cu o femeie pe nume Candance. Acest episod este bayat pe filmul din 1946, Este O Viață Minunată (It's A Wonderful Life). Invitat principal - Jesse McCartney Alți invitați - Frances Callier, Shanica Knowles ca Amber Addison, Anna Maria Perez ca Tagle as Ashley Dewitt, Romi Dames ca Traci VanHorn | |                       |                                             |                                          |
| 13 | "Vreau Să Vrei...Să Mergi Cu Mine În Florida" "I Want You to Want Me... to Go to Florida"               | Roger S. Christansen  | Michael Poryes                              | 14 iulie 2007" Martie 2009 (Jetix)       |
| Hannah vrea să meargă în Florida pentru un concert de calitate ca să o învingă pe rivala ei Mikayla (Selena Gomez), dar Robby se rănește și nu o lasă să meargă. Miley o păcălește pe Roxy ca să meargă cu ea. Absent - Mitchel Musso Invitat principal - Camryn Manheim. Alți invitați - Frances Callier, Selena Gomez, Jean Robertson. Melodii - Billy Ray Cyrus - Ready, Set, Don't go | |                       |                                             |                                          |
| 14 | "Toată Lumea A Trecut Printr-o Ceartă Între Cei Mai Buni Prieteni" "Everybody Was Best-Friend Fighting" | Jody Margolin Hahn    | Sally Lapiduss                              | 29 iulie 2007" Martie 2009 (Jetix)       |
| Hannah este invitată să joace într-un turneu de tenis al celebrităților și îi invită pe Lola și Mike (Oliver) să asiste, dar a realizat că nu ar fi trebuit să nu le cumpere; Jackson îl păcălește pe Rico să gândescă că este blestemat și îl pune să plătească un psiholog care să îi spună că este un baiat rău. Invitați speciali - Karina Smirnoff, Michael Steger. Melodii - Hannah Montana - Make Some Noise, Life What You Make It | |                       |                                             |                                          |
| 15 | "Cântecul Sună Rău" "Song Sung Bad"                                                                     | Roger S. Christiansen | Ingrid Escajeda                             | 4 august 2007" Martie 2009 (Jetix)       |
| Lilly înregistrează un cântec pentru mama ei, dar Miley îi modifică vocea ca să sune mai bine, făcând-o pe Lilly să se ducă la o petrecere Karaoke. Pentru perfomanța ei, cântă Miley folosind un microfon în afara camerei, ca Lilly să facă playback, dar este descoperită după ce ea este speriată de un păianjen mare care l-a lăsat din greșealp să iasă. Între timp, Rico se îndrăgostește de Sarah, iar Jackson trebuie să vorbească cu ea pentru Rico, ea crezând că de fapt Jackson o place. Invitați speciali - Shanica Knowles ca Amber Addison, Anna Maria Perez de Tagle aca Ashley Dewitt, Morgan York ca Sarah Melodii - Hannah Montana - I Got Nerve, One in a Million, Bigger Than Us, Life's What You Make It. | |                       |                                             |                                          |
| 16 | "Eu Și Domnul Jonas Și Domnul Jonas Și Domnul Jonas" "Me and Mr. Jonas and Mr. Jonas and Mr. Jonas"     | Mark Cendrowski       | Douglas Lieblein                            | 17 august 2007" Martie 2009 (Jetix)      |
| Când Hanah și Robbie Ray îi întâlnesc pe Frații Jonas, Miley devine geloasă de cât timp stă tatăl ei cu cei trei băieți. Ea și Lilly se deghizează in doi cântăreți (Milo și Otis) ca să distrugă relația lor cu tatăl lui -miley. Între timp, Jackson încearcă să bată recordul cu bățul de sărit. Absent - Mitchel Musso Invitați principali - Jonas Brothers Alți invitați - Debra D. Holt. Melodii - Hannah Montana și Jonas Brothers - We Got the Party | |                       |                                             |                                          |
| 17 | "Nu Te Opri Până Nu Iei Telefonul " "Don't Stop 'Til You Get the Phone"                                 | Richard Correll       | Michael Poryes                              | 21 Septembrie 2007" Aprilie 2009 (Jetix) |
| Deoarece voiau să cumpere noul Z-Phone, Miley o ia pe Lilly să îi facă o poză de paparazzi care să o vândă la un tabloid, dar în poză apare lanțil ei pe care scrie "Miley", așa că vor să ia poza cu Hannah pentru o poză cu "The Rock" machiat; Jackson se arde de la soare la un joc de volei, dar nu vrea să afle Robby. Absent - Mitchel Musso, Moises Arias Invitat special - Dwayne “The Rock” Johnson. Alți invitați - Tom McGowan și Romi Dames ca Traci VanHorn | |                       |                                             |                                          |
| 18 | "Pentru Asta Sunt Prietenii?" "That's What Friends Are For?"                                            | Mark Cendrowski       | Douglas Lieblein                            | 19 octombrie 2007" Aprilie 2009 (Jetix)  |
| Miley devine geloasă când Mikayla joacă ca iubirea lui Jake în următorul lui film. Ea face un plan să o concedieze pe Mikayla din film. Invitat principal - Camryn Manheim. Alți invitați - Cody Linley, Sandy Brown, Selena Gomez. | |                       |                                             |                                          |
| 19 | "Mama Lui Lilly Trebuie Să Meargă Înainte" "Lilly's Mom Has Got it Goin' On"                            | Jody Margolin Hahn    | Norm Gunzenhauser                           | 10 noiembrie 2007" Martie 2009 (Jetix)   |
| Miley și Lilly se imaginează cum ar fi să fie surori după ce a observat că există o atracție între tatăl lui Miley și mama lui Lilly (Heather Locklear). Fetele încearcă să îi scoată pe cei doi la o întâlnire, dar totul devine greșit, așa că cele două dau vina pe ambii părinți și încep să se certe. Între timp, Jackson și Rico schimbă locurile ca să vadă cât de mult rezistă Rico să fie sub papucul lui Jackson. Invitat principal - Heather Locklear. Alți invitați - Morgan York. Melodii - Hannah Montana - Life What You Make It. | |                       |                                             |                                          |
| 20 | "Nu O Să Te Sufăr Niciodată " "I Will Always Loathe You"                                                | Roger S. Christiansen | Michael Poryes                              | 7 decembrie 2007" Martie 2009 (Jetix)    |
| Bunica Ruthie și mătușa Dolly vin ca să celebreze ultimul premiu a lui Hannah, dar Dolly și Ruthie se ceartă prea mult și îi ruinează seara lui Hannah; Oliver acceptă să îl ajute pe Rico să filmeze o reclamă, dar Rico nu poate să învingă frica lui de cameră. Invitați speciali - Vicki Lawrence and Dolly Parton. Melodii - Hannah Montana - True Friend | |                       |                                             |                                          |
| 21 | "Pa Pa Minge" "Bye Bye Ball"                                                                            | Sean Lambert          | Heather Wordham                             | 13 ianuarie 2008" Martie 2009 (Jetix)    |
| După ce Jackson îi strică ursulețul de pluș a lui Miley, ea se răzbună prin a-i distruge mingea lui Joey Vitolo. Când Jackson se simte vinovat și îi repară ursulețul, Miley face orice ca să îi înlocuiască mingea, așa că se duce la Joey Vitolo, iar acolo vorbește cu fiica sa, care este o fană Hannah. Între timp, Robby vrea să pună un raft. Absent - Moises Arias Invitați speciali - Joey Fatone și Juliette Goglia. Melodii - Hannah Montana - Life What You Make It, Rock Star | |                       |                                             |                                          |
| 22 | "(Ne Pare Așa Rău) Unchiule Earl" "(We're So Sorry) Uncle Earl"                                         | Richard Correll       | Robin J. Stein                              | 21 martie 2008" 2009                     |
| Unchiul Earl (David Koechner) vine în vizită în intenția de a deveni un star rock; Barney Bittman (Gilbert Gottfried), un critic în muzică cunoscut pentru critica lui despre cântăreți populari, se pregătește să o critice pe Hannah Montana. Absent - Moises Arias Invitați speciali - David Koechner ca Uncle Earl și Gilbert Gottfried ca Barney Bittman | |                       |                                             |                                          |
| 23 | "Felul În Care Aproape Nu Am Fost" "The Way We Almost Weren't"                                          | Richard Correll       | Andrew Green                                | 4 mai 2008" 2009                         |
| Când Hannah s-a întors din turneu ei din New Mexico, ea aproape a fost trăsnită de un fulger și visează cum s-au întâlnit pentru prima oară la cină și încearcă să îi facă pe Robby și mama lui Miley să se întâlnească; Oliver și Lilly sunt lipiți de niște scaune, și încearcă să se dezlipească pentru a nu lipsi de la concertul Maroon 5. Absent - Moises Arias. Invitat special - Brooke Shields. Melodie - Hannah Montana - Old Blue Jeans | |                       |                                             |                                          |
| 24 | "Nu Ai Zis Că E Ziua Ta" "You Didn't Say it Was Your Birthday"                                          | Richard Correll       | Heather Wordham                             | 6 iulie 2008" Iunie 2009                 |
| Miley și Jackson uită de ziua de naștere a tatălui lor. Când au recunoscut că au uitat, ei au făcut orice ca să îi ierte. Lilly și Oliver găsesc un chip care seamănă cu Darth Vader și încearcă să îl vândă Invitați speciali - Patrick Ryan Anderson ca Todd, Adam Raque ca Băiatul #1, Brandon Edward Gomez ca Băiatul #2, Colton Burton ca Ed, Michelle Merring ca Mama Lui Ed, Bob Bledsoe ca Frank, Kieran Newton ca Jimmy Melodie - Hannah Montana - Life's What You Make It | |                       |                                             |                                          |
| 25 | "Hannah Pe Străzile Cu Diamante" "Hannah In The Streets With Diamonds"                                  | Roger S. Christiansen | Jay J. Demopoulos Steven James Meyer        | 20 iulie 2008" 2009                      |
| Hannah este aleasă să inaugureze o stradă a faimei, dar Miley este agitată deoarece prima ei locație este deodată degradată pentru a face o cameră pentru o papușă, Pancake Buffalo, cu o atitudine de superstar. Robby îi prinde șiretlicul lui Jackson când el nu poate ia mașina sa să meargă. Invitat - Edie McClurg ca Pancake Buffalo | |                       |                                             |                                          |
| 26 | "Încă O Alte Parte A Mea" "Yet Another Side of Me"                                                      | Shannon Flynn         | Andrew Green Sally Lapiduss Heather Wordham | 3 august 2008" Iunie 2009                |
| Hannah își cunoaște idolul, Isis, care își schimbă constant imaginea ca să țină lucrurile proaspete. Lui Hannah îi e frică să nu își piardă audiența, dacă nu urmează această cerere, dar imaginea ei nu arată cum își imagina ea. Între timp, Jackson se împrietenește cu Rico. Invitați speciali - Rachel York, Meshach Taylor, Tiffany Thornton și Jodi Shilling. Co-staruri - Matt Merchant, Brandi Cyrus, Alvin Lam, Lee Davis și Angela Trimbur. Melodii - Hannah Montana - One In A Milion, True Friend | |                       |                                             |                                          |
| 27 | "Testul Iubirii Mele" "The Test of My Love"                                                             | Richard Correll       | Jay J. Demopoulos                           | 31 august 2008" 2009                     |
| Miley începe să se întâlnească cu un băiat bogat, Trey Harris. Cu toate astea, părinții lui Trey sunt răi cu Miley deoarece ea e din Teennessee, așa că ea încearcă să îi impresioneze, prefăcându-se că este bogată și luxoasă. Între timp. Jackson și Robbie încearcă să curețe camera lui Jackson. Absent - Mitchel Musso Invitați speciali - Gregory Itzin, Anita Finlay, Michael McShae, Romi Dames ca Traci VanHorn. | |                       |                                             |                                          |
| 28 | "Joannie B. Goode" "Joannie B. Goode"                                                                   | Rondell Sheridan      | Andrew Green                                | 14 septembrie 2008" 2009                 |
| Oliver și Joannie (Hayley Chase) încep să se întâlnească, și Oliver vrea ca Miley și Lilly să fie pietene cu ea. După o seară petrecută împreună, Lilly și Joannie realizează că au multe în multe în comun, iar Miley se teme că Lilly nu va mai fi prietena ei cea mai bună. Între timp, Jackson se întâlnește cu verișoara lui Rico. Invitați speciali - Hayley Chase ca Joannie Palumbo și Erika Medina ca verișoara lui Rico. Melodie - Hannah Montana - Life's What You Make It | |                       |                                             |                                          |
| 29 | "Suntem Toți În Această Întâlnire Împreună" "We're All on This Date Together"                           | Roger S. Christiansen | Steven Peterman                             | 12 octombrie 2008" 14 iunie 2009         |
| Fostul iubit al lui Miley, Johnny Collins (Corbin Bleu) câștigă o întâlnire cu Hannah într-o acțiune de caritate, dar Hannah este vinovatî că l-a lăsat pe Rico să participe. El le-a făcut întâlnire mizerabilă pentru Johhny dar și pentru Hannah. Între timp, fostul inamic al lui Roxy din școală a venit să o viziteze, așa că Roxy îl întreabă pe Robby și Jackson dacă vor să se prefacă ca ei sunt familia lui Roxy. Invitați speciali - Corbin Bleu, Ray Romano, Donny Osmond, Sheryl Lee Ralph Melodie - Hannah Montana - If We Were A Movie | |                       |                                             |                                          |

Episod Neapărut
| #  | Titlu                                 | Regizat de | Scris de       | Premieră                         | | | | | | |
| 30 | "Fără Zahăr, Dragă" "No Sugar, Sugar" | Art Manke  | Sally Lapiduss | 12 octombrie 2008" 14 iunie 2009 | Acest episod a fost reprodus în sezonul 3 numit "Uptight (Oliver's Alright). nu a apărut deoarece după o revizie s-a presupus că ar putea ofensa persoanele cu diabet. Totuși, datorită relansării există numeroase probleme de continuitate: Lilly nu este cu Oliver, iar Jackson este încă la facultate. Staruri invitate - Rebecca Creskoff ca Asistenta Carol, Shanica Knowles ca Amber Addison, Anna Maria Perez de Tagle ca Ashley Dewitt, Romi Dames ca Traci VanHorn, Katerina Graham ca Allison, prietena lui Jackson. Note: Acest episod a fost difuzat în România, pe TVR 1. De asemenea, a fost difuzat în America Latină și Europa de Est. | Acest episod a fost reprodus în sezonul 3 numit "Uptight (Oliver's Alright). nu a apărut deoarece după o revizie s-a presupus că ar putea ofensa persoanele cu diabet. Totuși, datorită relansării există numeroase probleme de continuitate: Lilly nu este cu Oliver, iar Jackson este încă la facultate. Staruri invitate - Rebecca Creskoff ca Asistenta Carol, Shanica Knowles ca Amber Addison, Anna Maria Perez de Tagle ca Ashley Dewitt, Romi Dames ca Traci VanHorn, Katerina Graham ca Allison, prietena lui Jackson. Note: Acest episod a fost difuzat în România, pe TVR 1. De asemenea, a fost difuzat în America Latină și Europa de Est. | Acest episod a fost reprodus în sezonul 3 numit "Uptight (Oliver's Alright). nu a apărut deoarece după o revizie s-a presupus că ar putea ofensa persoanele cu diabet. Totuși, datorită relansării există numeroase probleme de continuitate: Lilly nu este cu Oliver, iar Jackson este încă la facultate. Staruri invitate - Rebecca Creskoff ca Asistenta Carol, Shanica Knowles ca Amber Addison, Anna Maria Perez de Tagle ca Ashley Dewitt, Romi Dames ca Traci VanHorn, Katerina Graham ca Allison, prietena lui Jackson. Note: Acest episod a fost difuzat în România, pe TVR 1. De asemenea, a fost difuzat în America Latină și Europa de Est. | Acest episod a fost reprodus în sezonul 3 numit "Uptight (Oliver's Alright). nu a apărut deoarece după o revizie s-a presupus că ar putea ofensa persoanele cu diabet. Totuși, datorită relansării există numeroase probleme de continuitate: Lilly nu este cu Oliver, iar Jackson este încă la facultate. Staruri invitate - Rebecca Creskoff ca Asistenta Carol, Shanica Knowles ca Amber Addison, Anna Maria Perez de Tagle ca Ashley Dewitt, Romi Dames ca Traci VanHorn, Katerina Graham ca Allison, prietena lui Jackson. Note: Acest episod a fost difuzat în România, pe TVR 1. De asemenea, a fost difuzat în America Latină și Europa de Est. | Acest episod a fost reprodus în sezonul 3 numit "Uptight (Oliver's Alright). nu a apărut deoarece după o revizie s-a presupus că ar putea ofensa persoanele cu diabet. Totuși, datorită relansării există numeroase probleme de continuitate: Lilly nu este cu Oliver, iar Jackson este încă la facultate. Staruri invitate - Rebecca Creskoff ca Asistenta Carol, Shanica Knowles ca Amber Addison, Anna Maria Perez de Tagle ca Ashley Dewitt, Romi Dames ca Traci VanHorn, Katerina Graham ca Allison, prietena lui Jackson. Note: Acest episod a fost difuzat în România, pe TVR 1. De asemenea, a fost difuzat în America Latină și Europa de Est. | Acest episod a fost reprodus în sezonul 3 numit "Uptight (Oliver's Alright). nu a apărut deoarece după o revizie s-a presupus că ar putea ofensa persoanele cu diabet. Totuși, datorită relansării există numeroase probleme de continuitate: Lilly nu este cu Oliver, iar Jackson este încă la facultate. Staruri invitate - Rebecca Creskoff ca Asistenta Carol, Shanica Knowles ca Amber Addison, Anna Maria Perez de Tagle ca Ashley Dewitt, Romi Dames ca Traci VanHorn, Katerina Graham ca Allison, prietena lui Jackson. Note: Acest episod a fost difuzat în România, pe TVR 1. De asemenea, a fost difuzat în America Latină și Europa de Est. |